# Phoinix (Sohn des Amyntor)

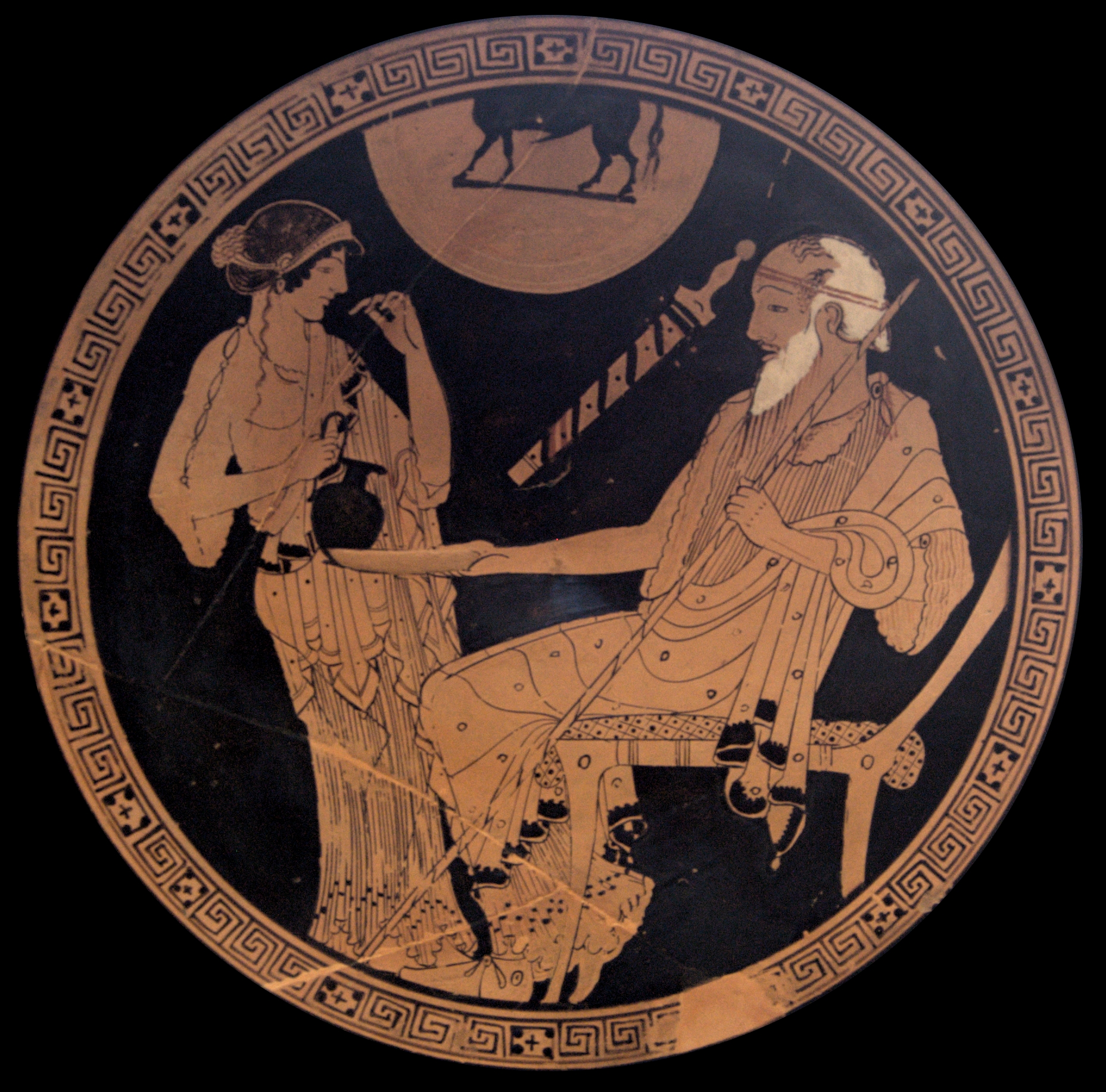
Briseis and Phoinix, rotfiguriger Kylix, um 490 v. Chr., Louvre (G 152)

Phoinix (altgriechisch Φοῖνιξ Phoínix) ist eine antike mythologische Gestalt. Er war ein Sohn des Königs Amyntor und dessen Ehefrau Kleobule. In anderen Quellen ist als Mutter Hippodameia/Alkimede genannt.
Weil Amyntor eine Nebenfrau liebte, verführte Phoinix auf Veranlassung seiner Mutter die Geliebte seines Vaters, um sie von ihm abzubringen. Als Amyntor seinen Sohn deswegen zur Kinderlosigkeit verfluchte, floh er nach Phthia zu Peleus. In einer anderen Version raubt Amyntor seinem Sohn zur Strafe das Augenlicht, das ihm aber nach seiner Flucht zu Peleus von dem Zentauren Cheiron wiedergegeben wird. Deswegen wird er gelegentlich als blind beschrieben.
Er nahm an der Kalydonischen Jagd teil und wurde Achilleus’ Erzieher (neben Cheiron), später war er sein Berater. Er fuhr mit Odysseus nach Skyros, um Achilleus zur Teilnahme am Trojanischen Krieg zu veranlassen. Vor Troja hatte er allerdings keinen Erfolg, als er als Mitglied der Bittgesandtschaft (Presbeia) Achilleus bewegen wollte, wieder in den Kampf einzugreifen. Er ist auf der Rückfahrt von Troja, zusammen mit Neoptolemos, dem Sohn des Achilleus, verstorben.